# Boarmia dentata
Boarmia dentata là một loài bướm đêm trong họ Geometridae.